# ベルニナ線
ベルニナ線（ベルニナせん、Berninalinie、英語: Bernina Line）は、スイス、グラウビュンデン州を中心に384 kmの路線網を保有するレーティッシュ鉄道の区間の一部。エンガディン地方のサンモリッツと、イタリアのソンドリオ県にあるティラーノ間の高低差1824 mを、約2時間で結ぶ。

## 概要
ベルニナ鉄道本線として、1910年に全線開業した。最大勾配72パーミルの路線でありながら、ラック式鉄道ではなく、全線とも通常のレールのみを用いた粘着式鉄道である。最高地点はオスピツィオ・ベルニナ駅の2,253m。
美しいカラマツの森や滝、4000m級のベルニナ山群の名峰、雄大な氷河、山上湖など、アルプスの景観が車窓から広がる。ドナウ川とポー川の分水界となっている山上湖ラーゴ・ビアンコや、ブルージオ付近にあるループ橋、ポスキアーヴォ谷の中心地、ポスキアーヴォなど、沿線には数多くの見どころが凝縮されている。
通常の列車に加え、スイスを代表する人気の絶景列車、ベルニナ・エクスプレスもこの区間を走る。サンモリッツ - ティラーノ間に加え、クール - ティラーノ間、ダヴォス - ティラーノ間を結ぶベルニナ・エクスプレスも運行している。
アルプスの自然景観を壊すことなく切り開いた鉄道技術と沿線の美しい景観は、アルブラ線とともに「レーティッシュ鉄道アルブラ線・ベルニナ線と周辺の景観」として、2008年に世界遺産に登録された。

## 歴史
1905年に創業したベルニナ鉄道株式会社は1906年に営業免許を取得。1908年7月1日、ポントレジーナ - モルテラッチ 間および ポスキアーヴォ - ティラーノ間が部分開業した。
これを皮切りに延伸していき、1910年7月5日に全線開業した。当初はポスキアーヴォ以南をのぞき夏季のみの営業であったが、1913-14年の冬季から全線の通年営業を開始した。
しかしながら経営難に陥った同社は1943年1月1日にレーティッシュ鉄道に吸収され、以降はベルニナ線として存続することとなった。
| 区間                   | 区間                   | 距離 km | 開業日         | 備考     |
| ---------------------- | ---------------------- | ------- | -------------- | -------- |
| サンモリッツ           | ツェレリーナ・スタッツ | 2.0     | 1909年 7月01日 | 夏季運行 |
| ツェレリーナ・スタッツ | ポントレジーナ         | 3.8     | 1908年 8月18日 | 夏季運行 |
| ポントレジーナ         | モルテラッチ           | 6.4     | 1908年 7月01日 | 夏季運行 |
| モルテラッチ           | ベルニナ・ハウザー     | 3.6     | 1908年 8月18日 | 夏季運行 |
| ベルニナ・ハウザー     | ベルニナ・ホスピッツ   | 6.6     | 1909年 7月01日 | 夏季運行 |
| ベルニナ・ホスピッツ   | ポスキアーヴォ         | 21.3    | 1910年 7月05日 | 夏季運行 |
| ポスキアーヴォ         | ティラーノ             | 17.0    | 1908年 7月01日 | 通年運行 |

## 沿線概況
ベルニナ鉄道が開業させたサンモリッツからベルニナの谷を登り、アルプ・グリュム駅でエンガディン地方を抜けてイタリア語圏に入り、ポスキアーヴォの谷をイタリアのティラーノまで下る。終点のティラーノではイタリア鉄道(FS)と接続する。最高高度2253mは粘着式鉄道としてはヨーロッパ最高高度であり、高度差1824mを最急勾配72パーミル、最急曲線半径45mで越える山岳路線で、ポントレジーナ駅以降の標高が約1800mを超える区間は森林限界を超える。

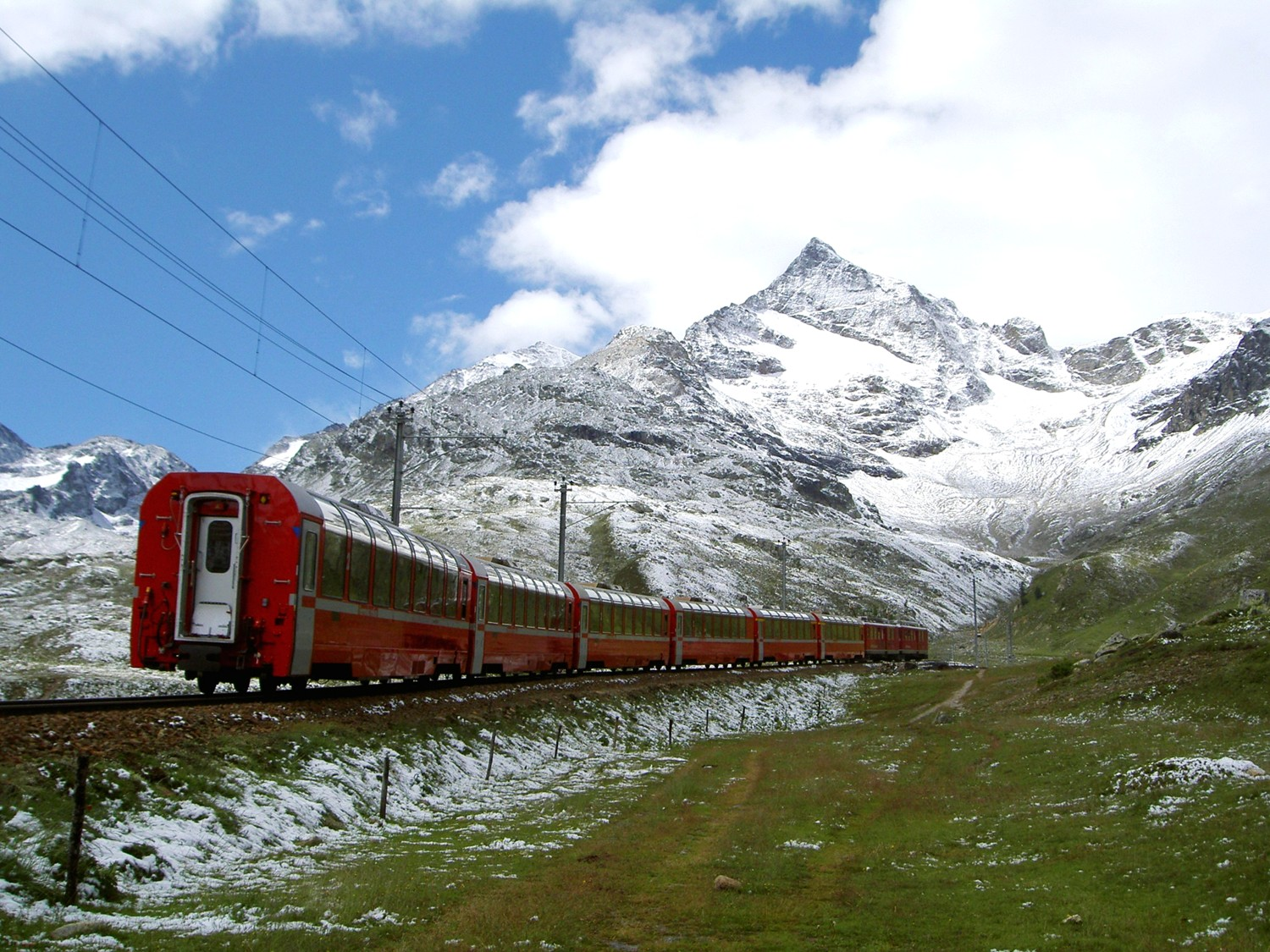
ベルニナ峠を下るベルニナ急行
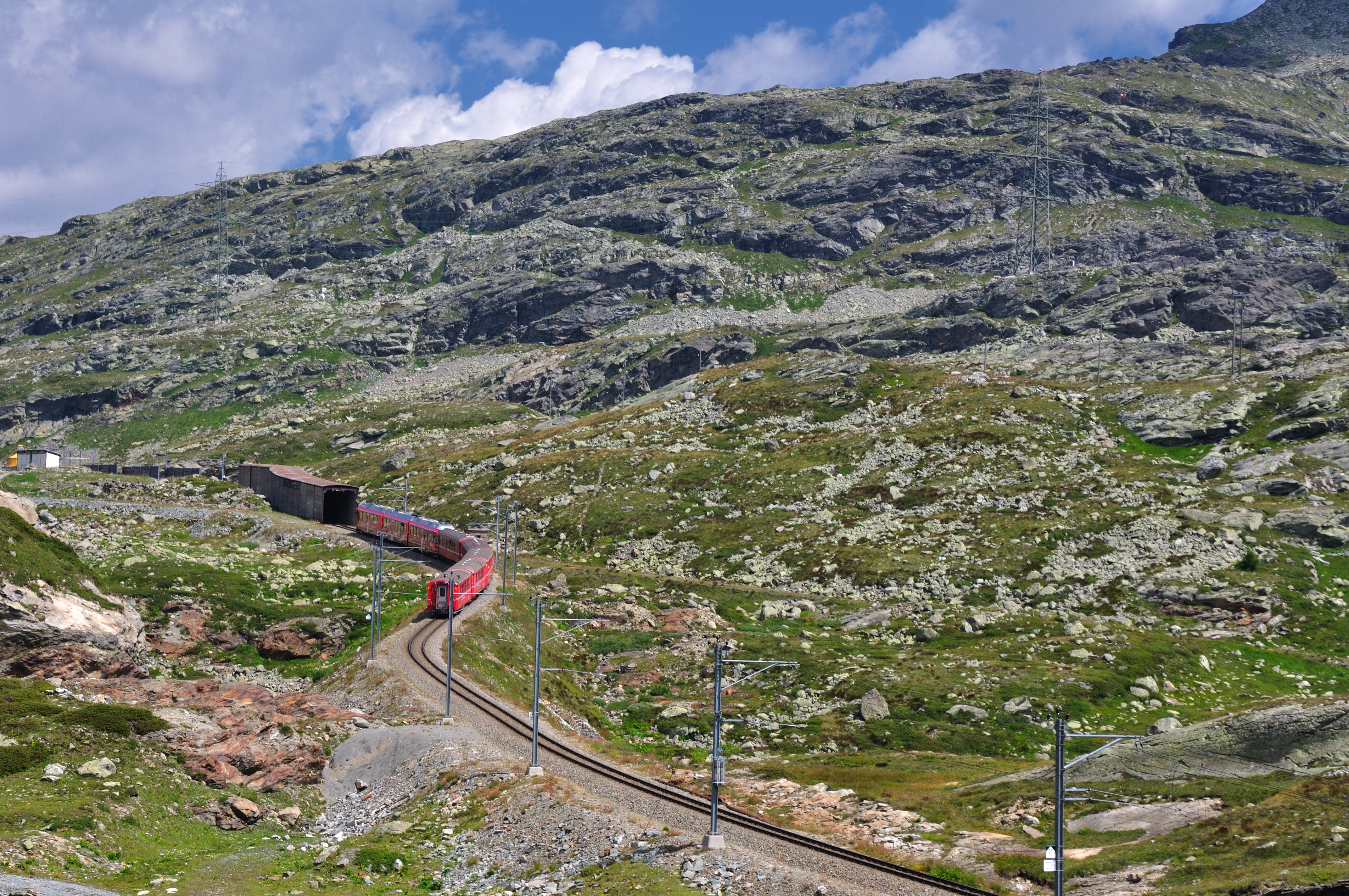
森林限界上を行く列車
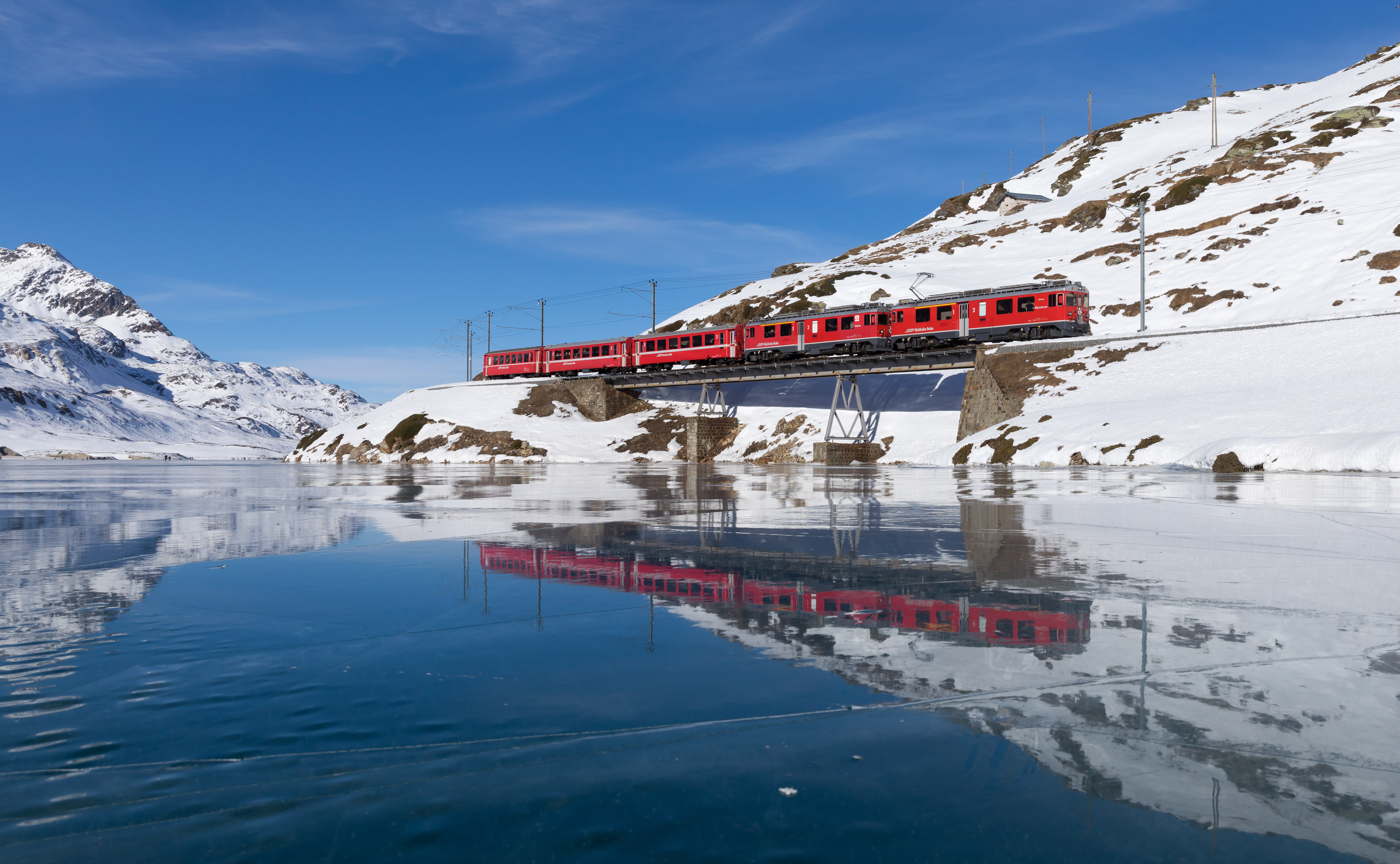
冬のビアンコ湖畔
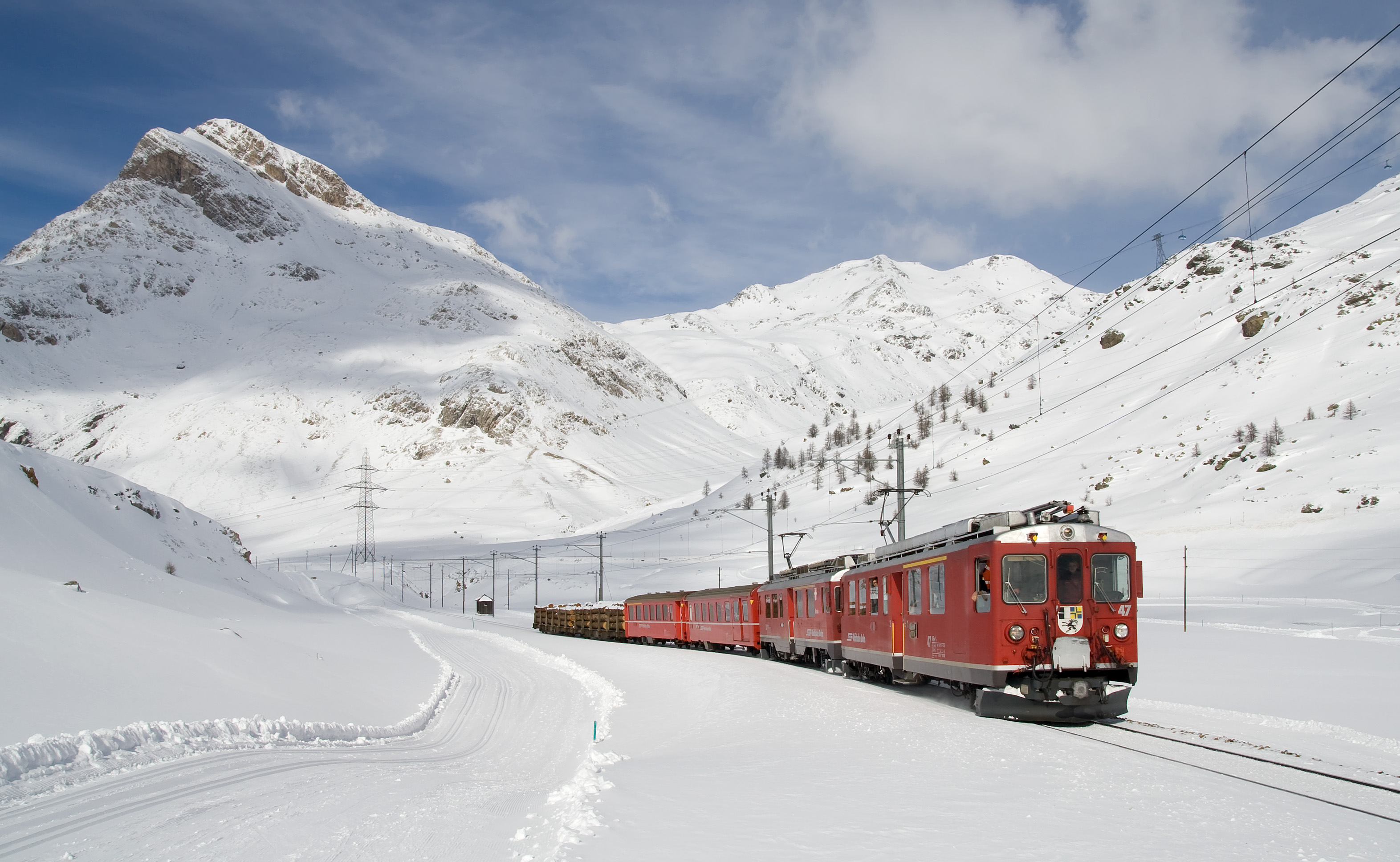
冬のオスピツィオ・ベルニナ付近を走る混合列車

途中の車窓からは3箇所の氷河が見られる。モルテラッチュ駅付近ではこの線の名前の由来ともなっているベルニナ・アルプスの主峰ピッツ・ベルニナ（標高4049 m ）とモルテラッチュ氷河を、オスピツィオ・ベルニナ駅付近ではカンブレナ氷河とその氷河湖で発電用のダム湖でもあるラーゴ・ビアンコ、対になるレイ・ネイルを、アルプ・グリュム駅付近ではパリュ氷河を車窓から見ることができる。

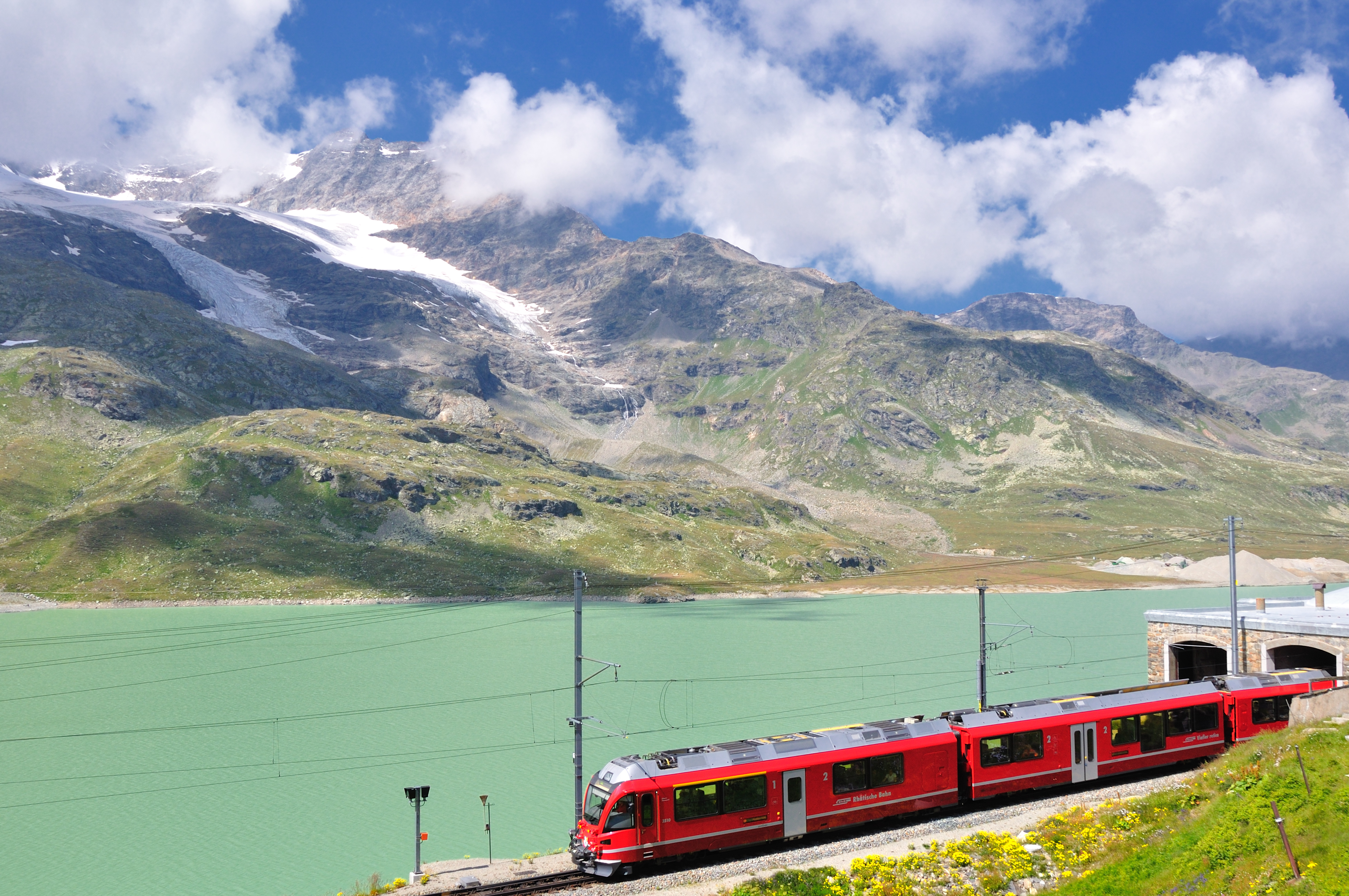
ラーゴ・ビアンコとカンブレナ氷河
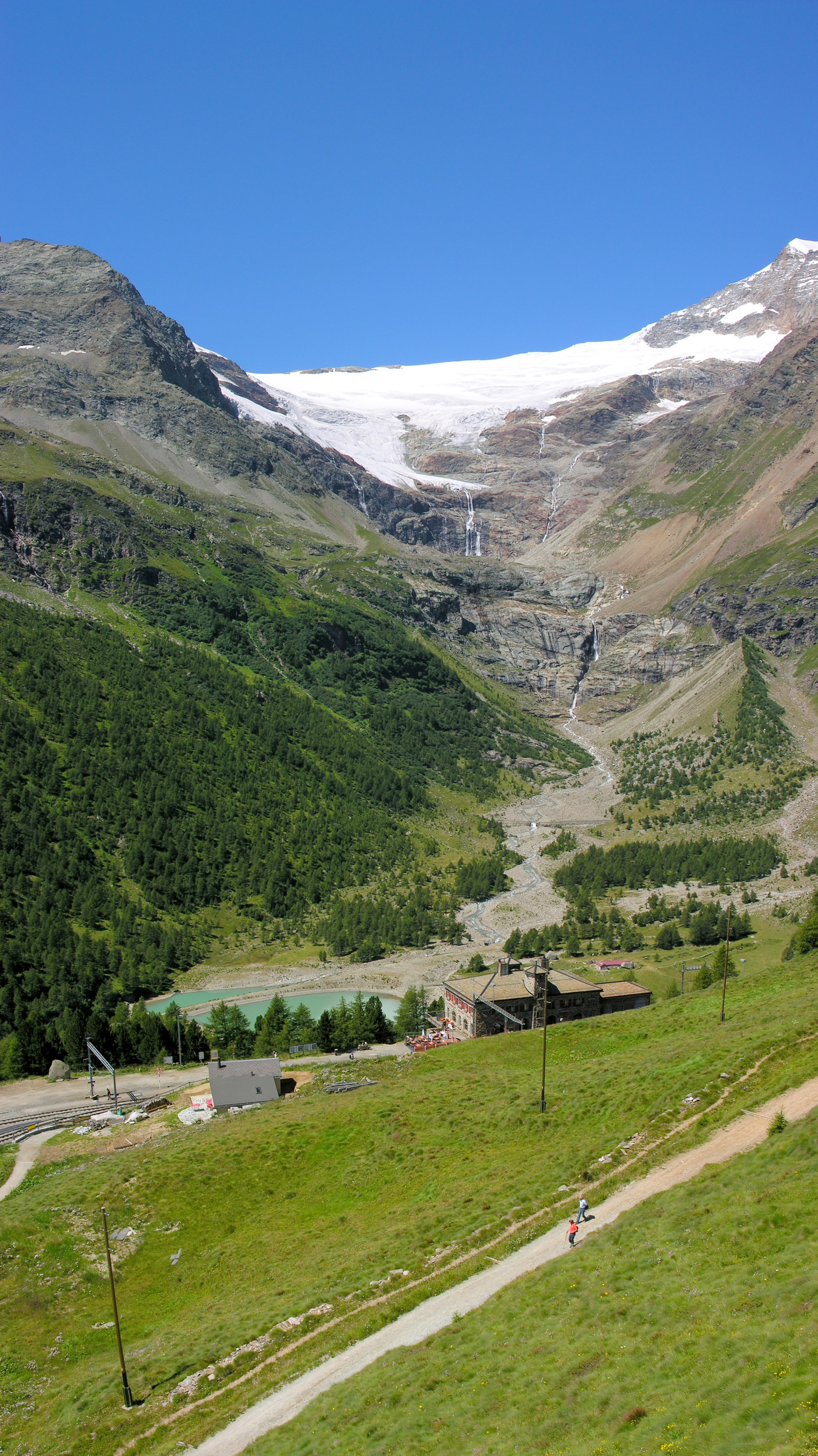
アルプ・グリュム駅とパリュ氷河

アルプ・グリュム駅からポスキアーヴォ駅にかけては10箇所のヘアピンカーブと連続勾配によって直線距離で約6km程度の間に約1070mと大きく高度を下げている。
ブルージオ駅とカンパッチオ駅間には半径50-70m、勾配72パーミルで360度を回るループ区間、そしてその中心となる石造のブルージオ橋があり沿線の名所のひとつとなっている。

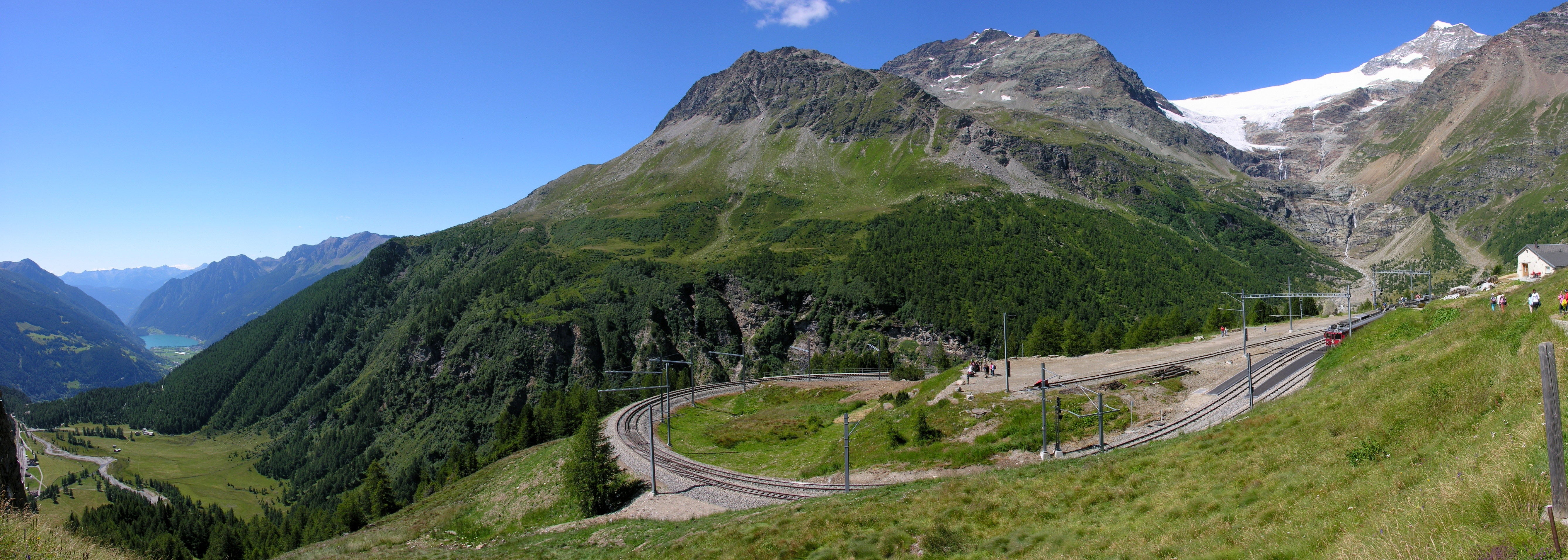
アルプ・グリュム駅とヘアピンカーブ
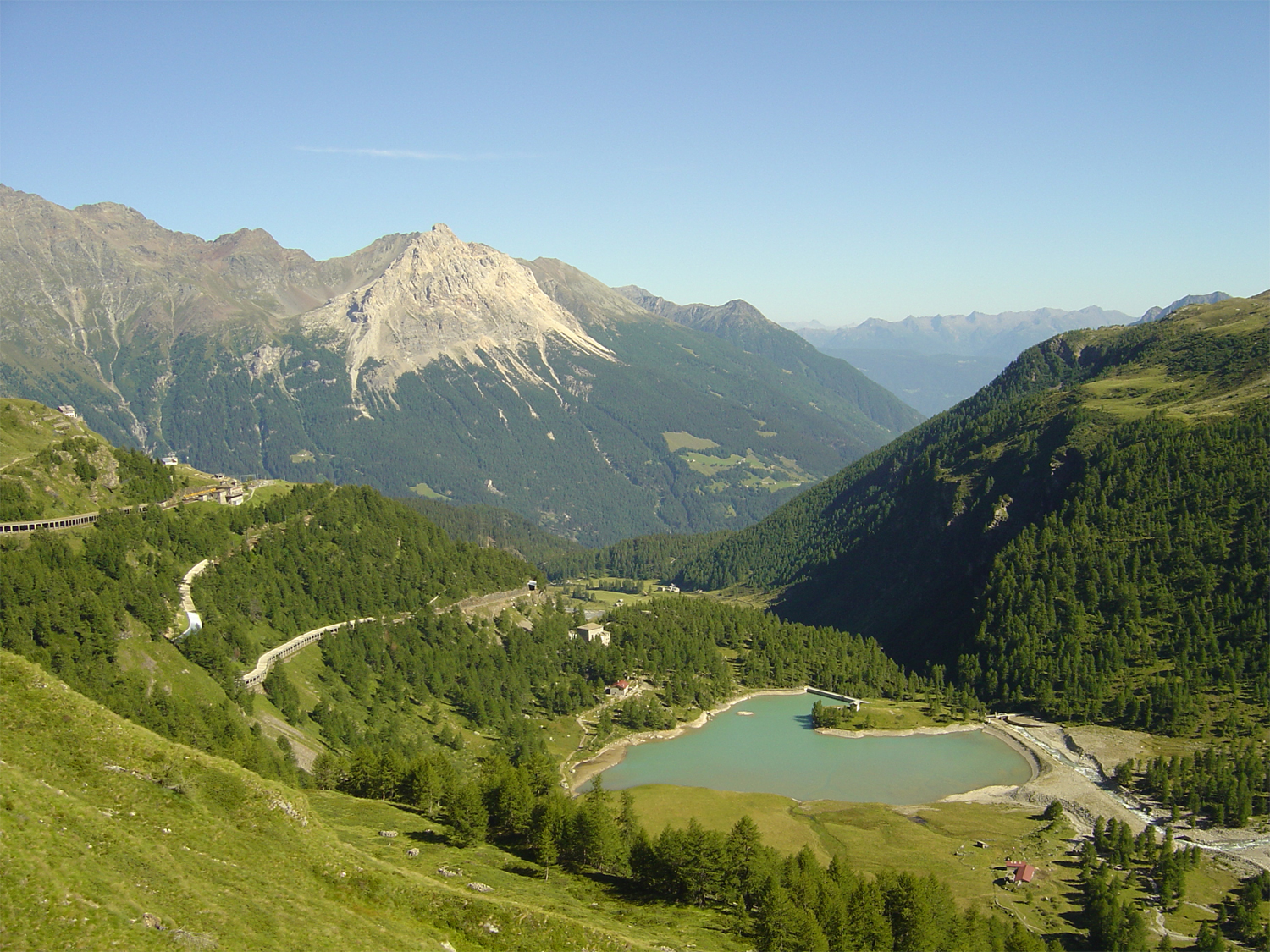
アルプ・グリュム付近、左側のスノーシェッドに覆われたつづら折りの線路がベルニナ線
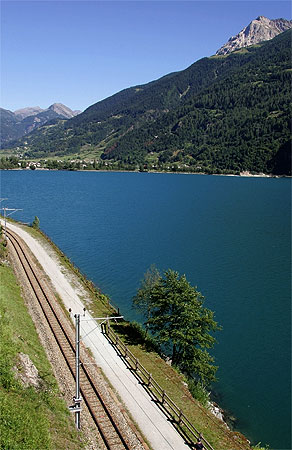
ポスキアーヴォ湖
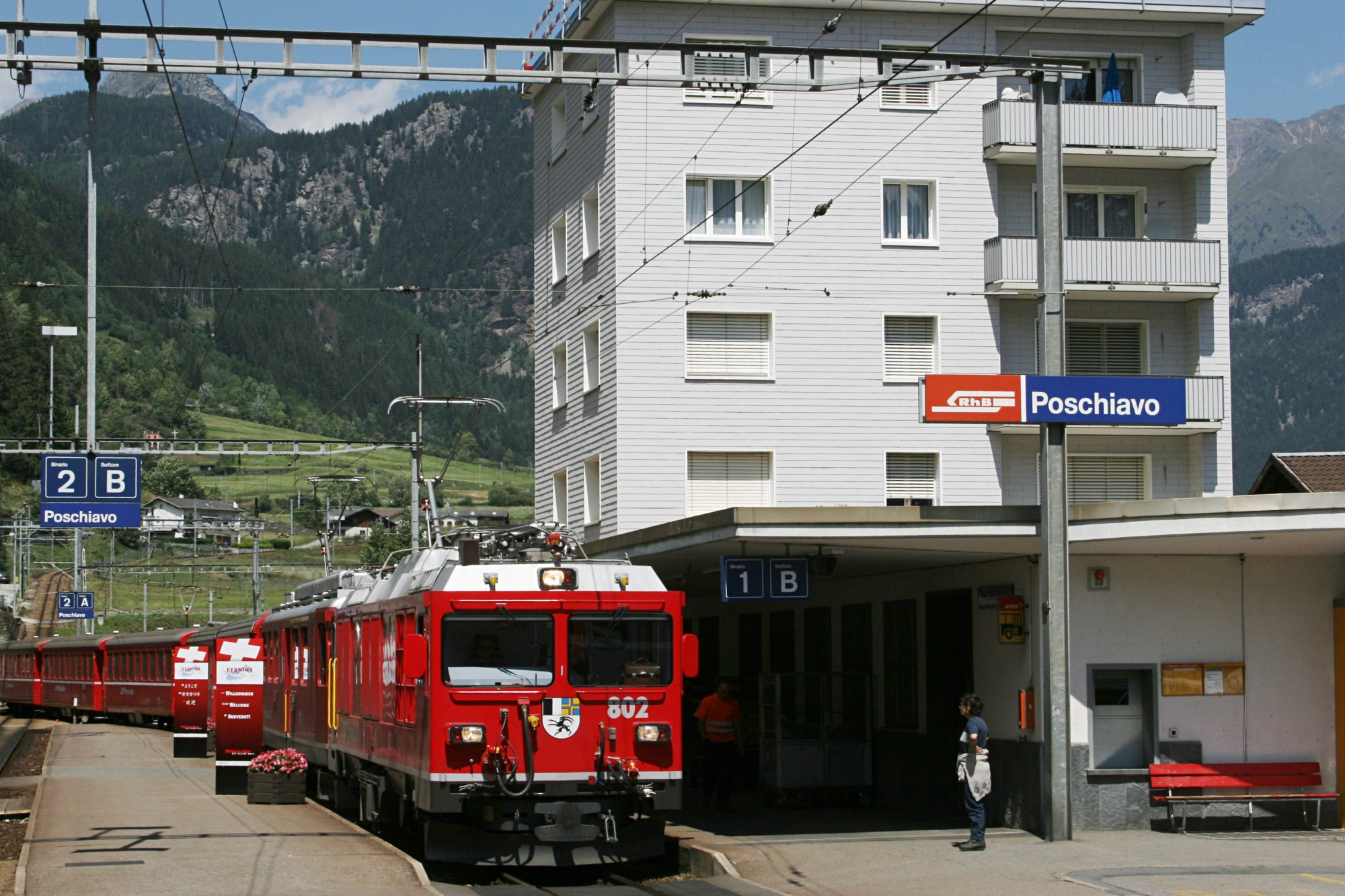
ポスキアーヴォ駅
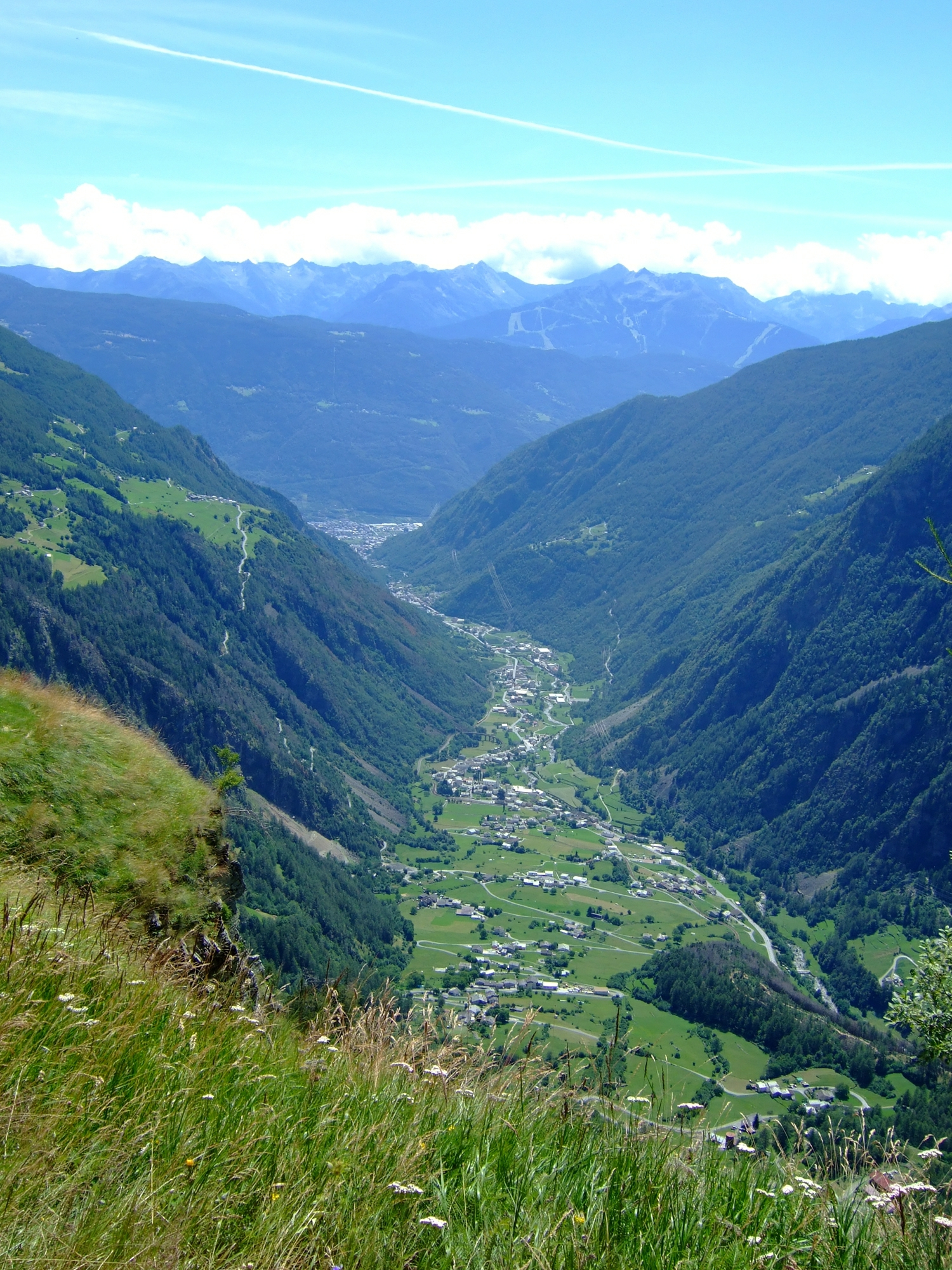
ブルージオ駅（英語版）とその周辺
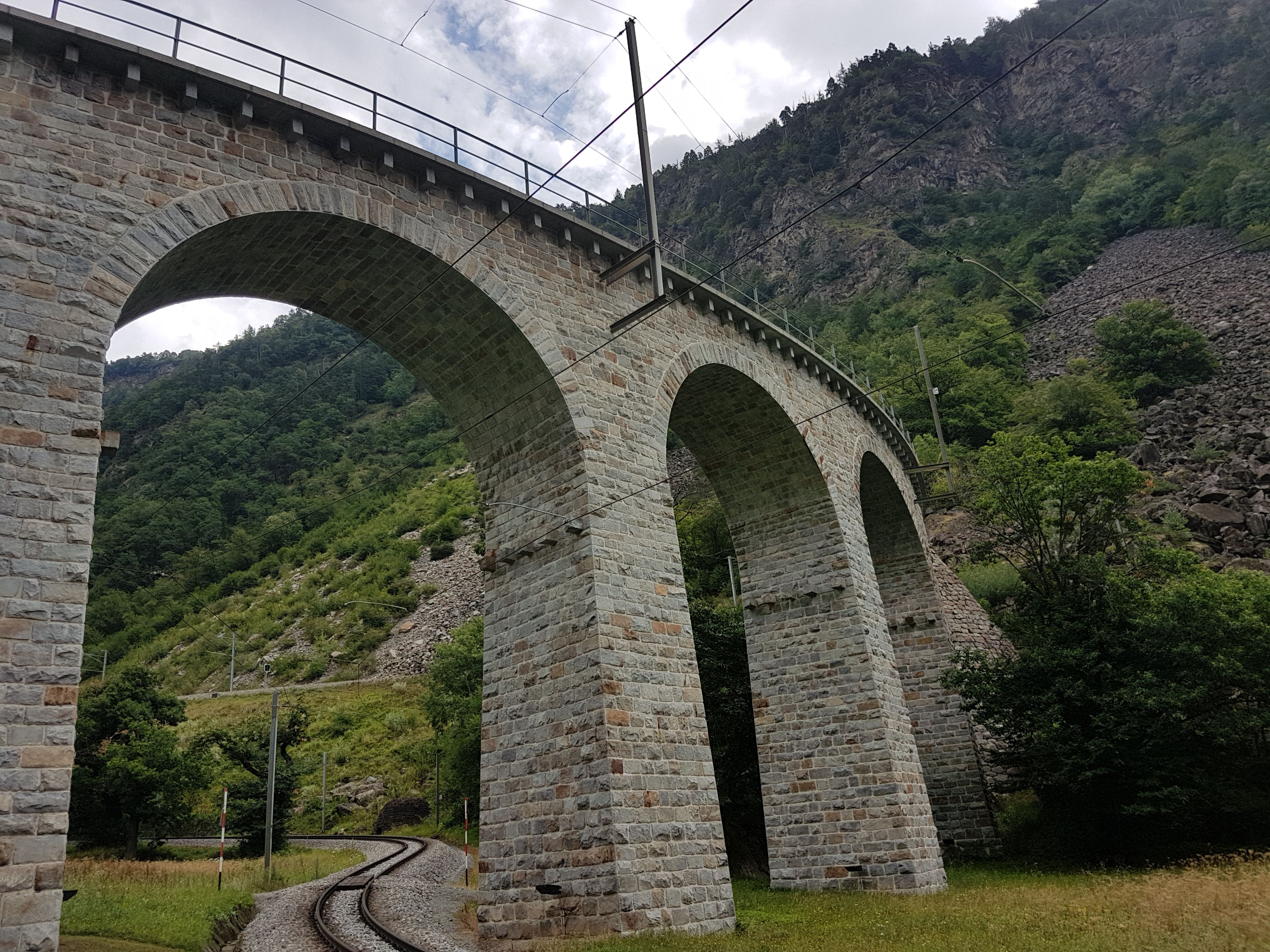
ブルージオ橋
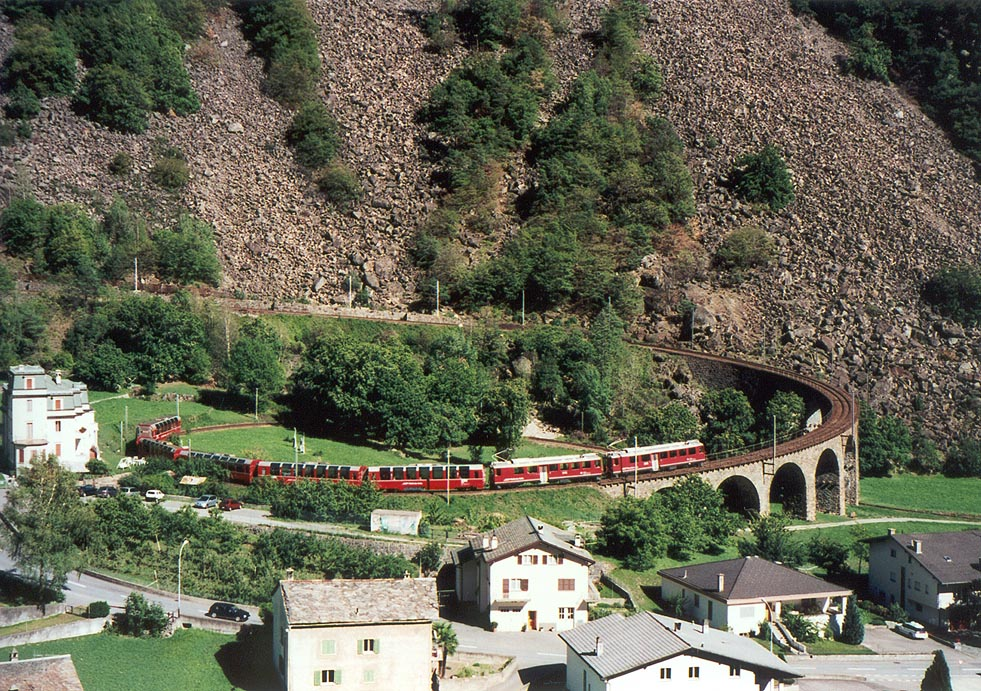
ブルージオ橋の俯瞰

カンポコローニョ駅付近には引込線があり、ここで材木が積み込まれた貨車は定期旅客列車に併結され、いわゆる混合列車としてティラーノに向かう。
カンポコローニョ駅とティラーノ駅の間でスイスとイタリアの国境を越える。ちなみに2008年以降、基本的に出入国審査自体は不要となっていたが、2022年現在においてはCovid-19蔓延対策として防疫が行われている。同時に、イタリア国境手前のカンポコローニョ駅でベルニナ急行を臨時停車させて乗降可能とする特別対応も実施されている。Covid-19流行の影響で国境が閉鎖されていた頃は、旅客列車はカンポコローニョ駅で折り返し、貨物および混合列車にあっては特例で貨物営業に限りティラーノ駅まで乗り入れていた。
ポスキアーヴォ駅付近とイタリア国内に入った後のティラーノ市内の一部区間は併用軌道となる。

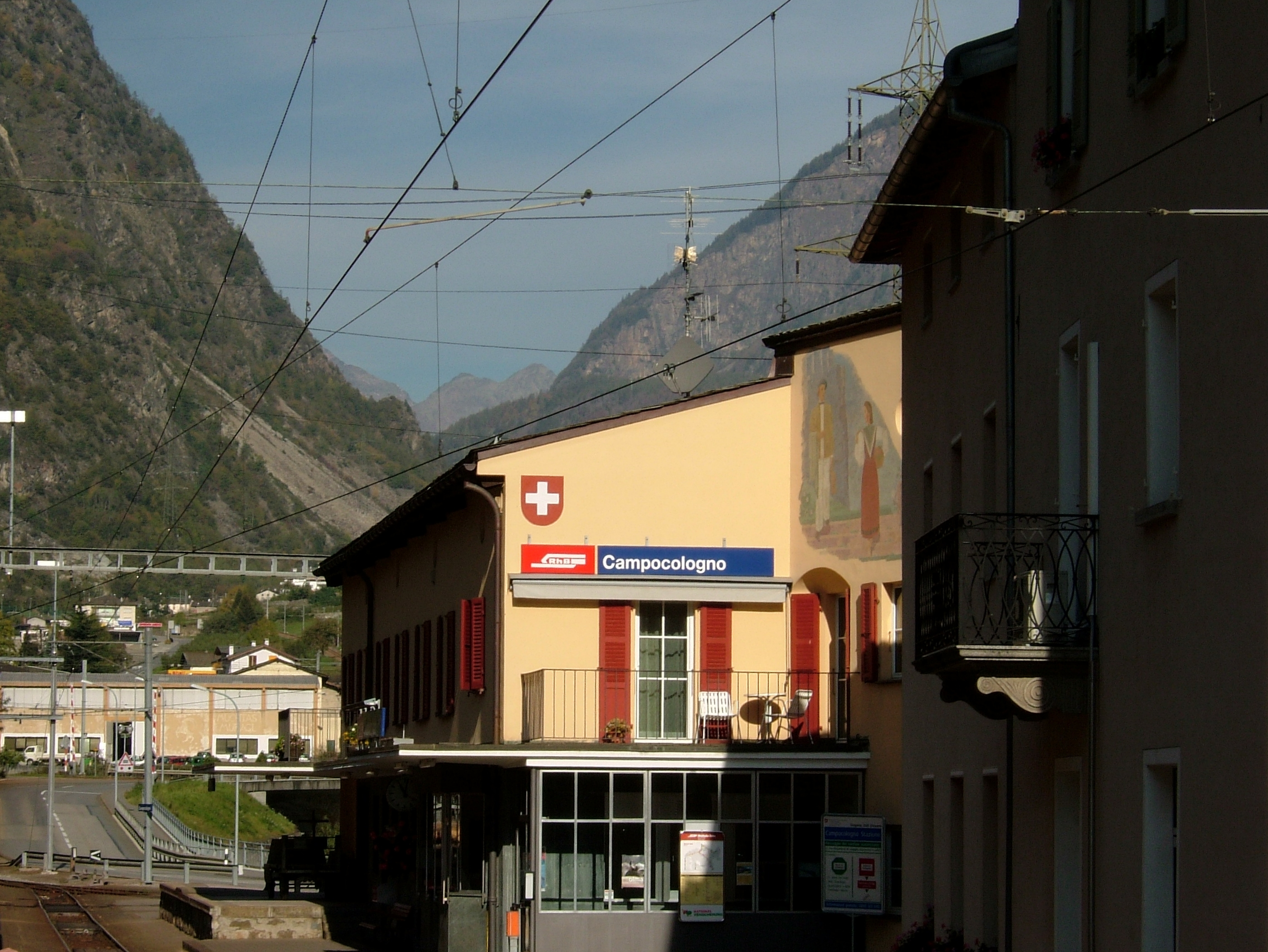
カンポコローニョ駅（英語版）
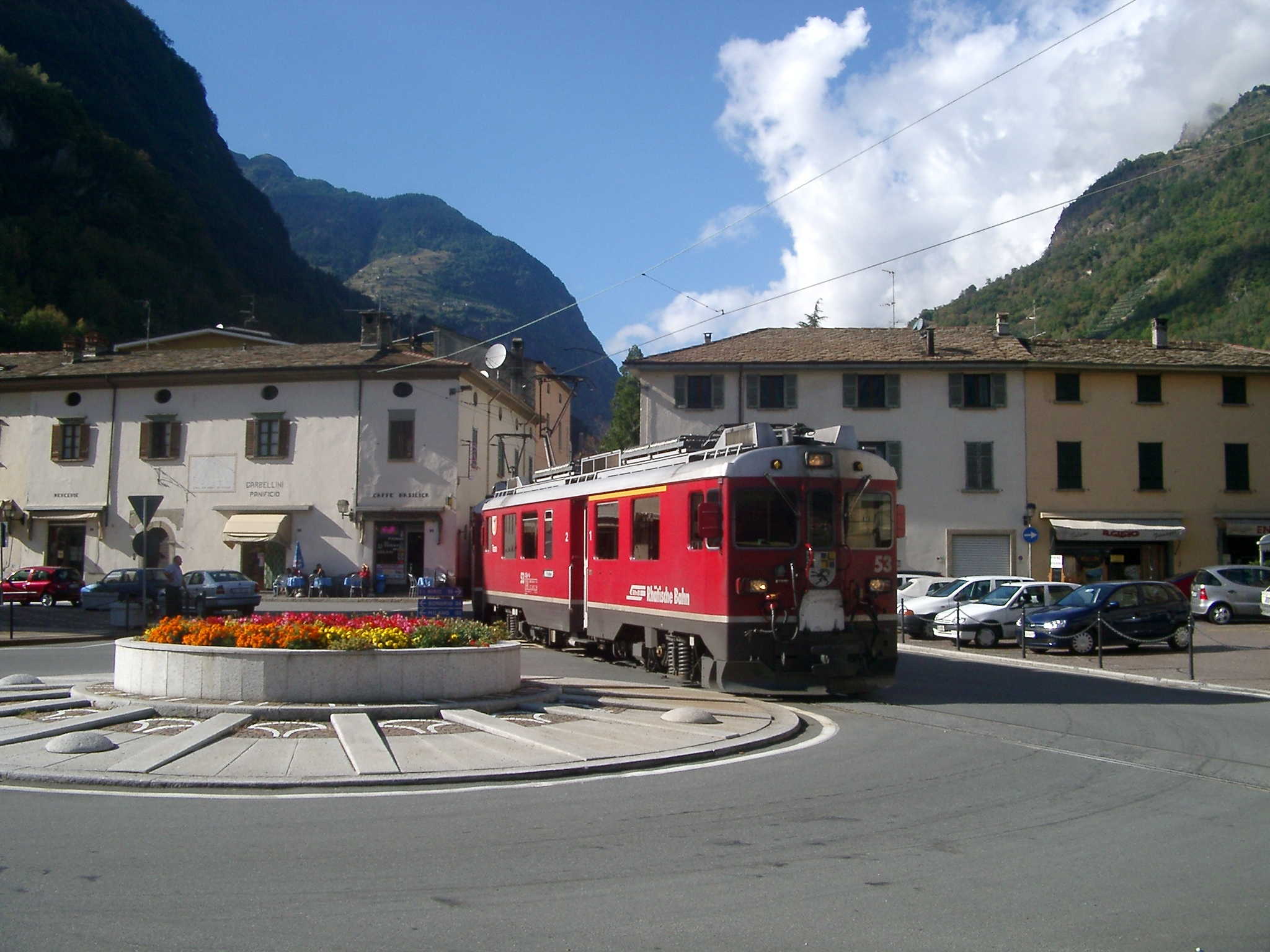
ティラーノ市内の併用軌道
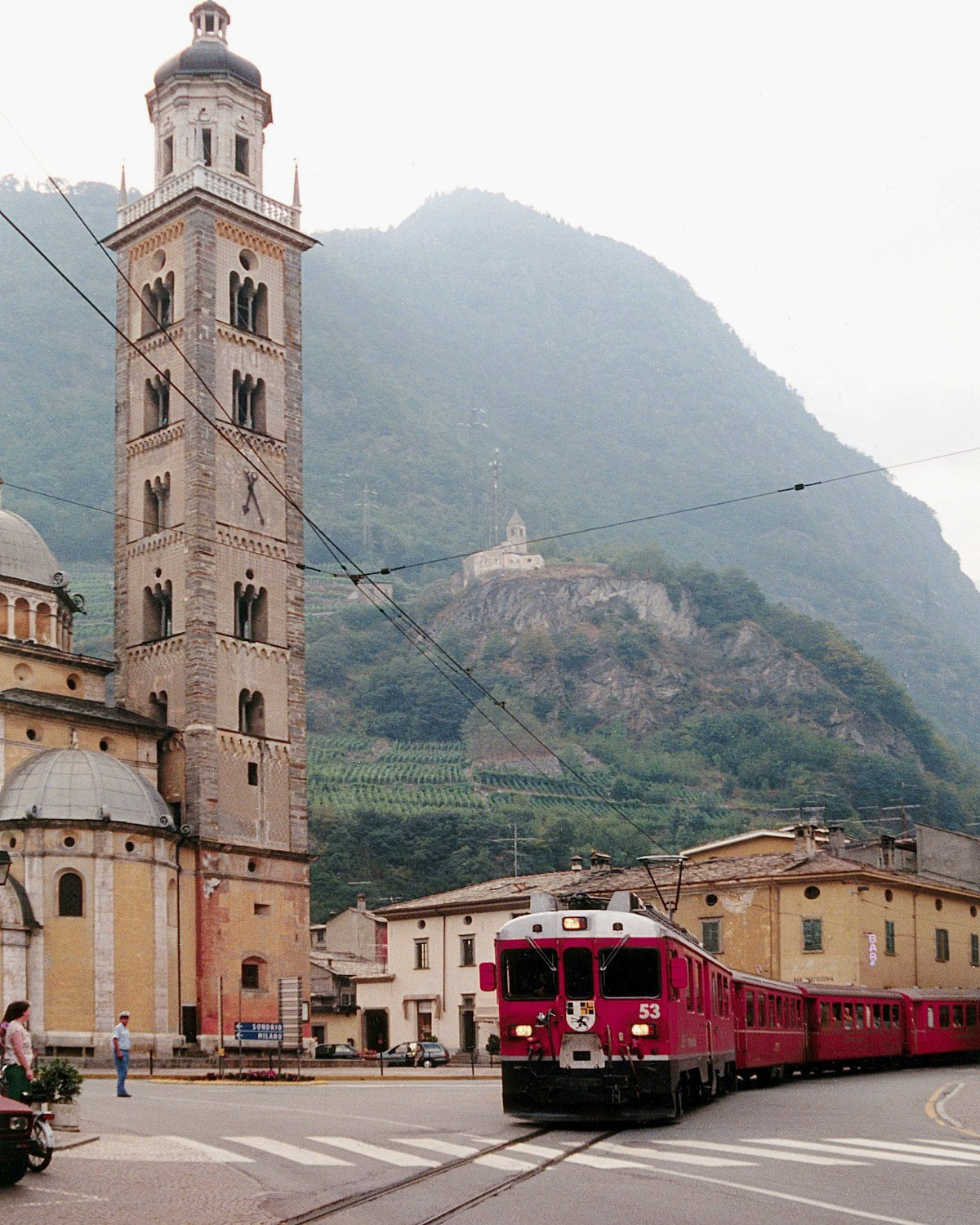
ティラーノのシンボルである聖母教会（イタリア語版）

## 駅一覧
ティラーノ駅以外はすべてスイス領内。距離はサンモリッツ駅基準であるが、線形改良による距離の増減は反映されていないため実測の距離とは異なる。
| 日本語表記                       | 公式表記              | 距離 km | 地区 （レギオン）                     | 自治体 （カントン）                   | 備考                                                              |
| -------------------------------- | --------------------- | ------- | ------------------------------------- | ------------------------------------- | ----------------------------------------------------------------- |
|                                  |                       |         |                                       |                                       |                                                                   |
| サンモリッツ駅                   | St. Moritz            | 00.0    | マローヤ                              | サンモリッツ                          | アルブラ線接続                                                    |
| ツェレリーナ・スタッツ           | Celerina Staz         | 02.0    | マローヤ                              | ツェレリーナ                          | ツェレリーナ駅とは異なる                                          |
| プント・ムライユ・スタッツ       | Punt Muragl Staz      | 03.5    | マローヤ                              | ツェレリーナ                          | プント・ムライユ駅とは異なる ムオタス・ムライユ行ケーブルカー接続 |
| ポントレジーナ駅                 | Pontresina            | 05.8    | マローヤ                              | ポントレジーナ                        | 連絡線に接続                                                      |
| スロバス駅                       | Surovas               | 07.3    | マローヤ                              | ポントレジーナ                        |                                                                   |
| モルテラッチ駅                   | Morteratsch           | 12.2    | マローヤ                              | ポントレジーナ                        | 付近の車窓から見える同名の氷河が有名                              |
| ベルニーナ・スオート駅           | Bernina Suot          | 15.7    | マローヤ                              | ポントレジーナ                        | 旧名 ベルニナ・ハウザー                                           |
| ベルニーナ・ディアヴォレッツァ駅 | Bernina Diavolezza    | 16.8    | マローヤ                              | ポントレジーナ                        | ディアヴォレッツァ行ロープウェイ接続                              |
| ベルニーナ・ラガルプ駅           | Bernina Lagalb        | 17.9    | マローヤ                              | ポントレジーナ                        | ピーツラガルプ行ロープウェイ接続                                  |
| オスピツィオ・ベルニナ駅         | Ospizio_Bernina       | 22.3    | ベルニナ                              | ポスキアーヴォ                        | 旧名 ベルニナ・ホスピッツ、標高最高地点                           |
| アルプ・グリュム駅               | Alp Grüm              | 27.1    | ベルニナ                              | ポスキアーヴォ                        | パリュ氷河最寄り駅                                                |
| カヴァグリア駅                   | Cavaglia              | 33.1    | ベルニナ                              | ポスキアーヴォ                        |                                                                   |
| カデラ駅                         | Cadera                | 38.2    | ベルニナ                              | ポスキアーヴォ                        |                                                                   |
| プリヴィラスコ停車場             | Privilasco            | 42.0    | ベルニナ                              | ポスキアーヴォ                        | 2017年廃止                                                        |
| ポスキアーヴォ駅                 | Poschiavo             | 43.6    | ベルニナ                              | ポスキアーヴォ                        |                                                                   |
| リ・クート駅                     | Li Curt               | 45.3    | ベルニナ                              | ポスキアーヴォ                        |                                                                   |
| レ・プレーゼ駅                   | Le_Prese              | 48.0    | ベルニナ                              | ポスキアーヴォ                        |                                                                   |
| ミララーゴ駅                     | Miralago              | 50.8    | ベルニナ                              | ポスキアーヴォ                        |                                                                   |
| ブルージオ駅                     | Brusio                | 53.9    | ベルニナ                              | ブルージオ                            |                                                                   |
| カンパッチオ駅                   | Campascio             | 56.2    | ベルニナ                              | ブルージオ                            |                                                                   |
| カンポコローニョ駅               | Campocologno          | 57.6    | ベルニナ                              | ブルージオ                            |                                                                   |
| スイス / イタリア国境            | スイス / イタリア国境 | 58.1    | これより ロンバルディア州（イタリア） | これより ロンバルディア州（イタリア） | これより ロンバルディア州（イタリア）                             |
| ティラーノ駅                     | Tirano                | 60.7    | ソンドリオ県ティラーノ                | ソンドリオ県ティラーノ                | RFI ティラーノ駅接続                                              |
|                                  |                       |         |                                       |                                       |                                                                   |